# Glenn Greenwald
Glenn Edward Greenwald (ur. 6 marca 1967) – amerykański prawnik, dziennikarz i pisarz.
Był felietonistą Salon.com od 2007 do 2012, a od sierpnia 2012 do października 2013 współpracownikiem „The Guardiana”. Greenwald pracował jako prawnik zajmujący się sprawami przestrzegania praw konstytucyjnych oraz obywatelskich. W Salonie pisał jako felietonista i bloger, koncentrując się na tematach politycznych oraz prawnych. W lutym 2014 został, wraz z Laurą Poitras i Jeremym Scahillem, jednym z założycieli oraz redaktorów „The Intercept”.
Uzyskał licencjat z filozofii na Uniwersytecie George'a Washingtona w 1990 r. oraz tytuł doktora na Wydziale Prawa Uniwersytetu Nowojorskiego w 1994 r.
Greenwald został nazwany przez magazyn „Foreign Policy” jednym ze 100 najlepszych światowych myślicieli roku 2013. Cztery z pięciu książek, które napisał, zostały uznane przez „The New York Times” za najlepiej się sprzedające. Greenwald jest prelegentem na wielu uniwersytetach, w tym Harvarda, Yale, Browna, Uniwersytecie Pensylwanii, Kalifornijskim w Los Angeles, Marylandu w College Park.
Greenwald otrzymał wiele nagród, w tym pierwszą nagrodę Izzy dla niezależnych dziennikarzy w 2009 oraz nagrodę dla najlepszego komentatora w 2010.
W czerwcu 2013 stał się powszechnie znany po opublikowaniu w „The Guardianie” pierwszego z serii raportów szczegółowo opisujących globalną inwigilację przez amerykańską Narodową Agencję Bezpieczeństwa oraz brytyjską agencję wywiadu elektronicznego GCHQ, ujawnioną przez Edwarda Snowdena. Greenwald wraz z innymi zaangażowanymi w publikowanie zdobytych materiałów na temat inwigilacji zdobył w 2014 Nagrodę Pulitzera za wkład w służbę publiczną.
Jego praca na materiałach dotyczących Narodowej Agencji Bezpieczeństwa była tematem filmu Citizenfour (2014), który zdobył Oscara za najlepszy film dokumentalny. Greenwald pojawił się na scenie podczas ceremonii wręczenia Oscarów wraz z reżyserką filmu Laurą Poitras.
Mieszka w Rio de Janeiro w Brazylii, w rodzinnym mieście jego partnera Dawida Michaela Mirandy. Greenwald stwierdził, że jego pobyt w Brazylii jest wynikiem amerykańskiego prawa (Defense of Marriage Act), które na poziomie federalnym nie uznaje małżeństw osób tej samej płci. Uniemożliwiło to jego partnerowi otrzymanie wizy na pobyt w Stanach Zjednoczonych. Greenwald obawiał się także aresztowania za działanie w sprawie inwigilacji na szeroką skalę przez służby amerykańskie.